# Viktorín Šlik
Viktorín Šlik (německy Victorin Schlik, † 1603) byl český šlechtic z vyhaslé falknovské linie rodu Šliků.

## Život
Narodil se jako syn hraběte Viktorína Šlika staršího a jeho manželky Alžběty svobodné paní z Wildenfelsu.
S bratrem Jiřím bojovali v císařské armádě proti Turkům v Uhrách, kde v roce 1603 zemřel na bojišti, podobně jako jeho bratranec Hugo, který padl v bojích ve Frísku.